# Tom Dwan
 (novembre 2015).
Si vous disposez d'ouvrages ou d'articles de référence ou si vous connaissez des sites web de qualité traitant du thème abordé ici, merci de compléter l'article en donnant les références utiles à sa vérifiabilité et en les liant à la section « Notes et références ».
Pour les articles homonymes, voir Dwan.
Thomas Dwan dit Tom Dwan, né le 30 juillet 1986 à Edison, New Jersey (États-Unis) est un joueur de poker américain.
Dwan s'est rendu célèbre en fréquentant les tables de cash game aux plus hautes mises en no limit Texas holdem et pot limit Omaha sur le site Full Tilt Poker sous le nom d'écran “durrrr”. Il est aussi apparu dans les émissions télévisés Poker After Dark (en) et High Stakes Poker.

## Biographie
Tom Dwan a étudié au Boston College avant d'entamer une carrière de joueur professionnel.

## Carrière de joueur
Son aventure dans le monde du poker commence sur un site de poker en ligne où il y dépose 50 USD. Il commence par jouer sur des sit and go avant de se consacrer au cash game multijoueurs pour s'orienter par la suite vers le cash game en tête à tête.
Selon le site HighStakesDB.com qui suit les résultats des joueurs habitués aux tables hautes limites, Tom Dwan aurait remporté plus de 300 000 USD en 2007 sur Full Tilt Poker et dépassé les 5 000 000 USD en 2008. Avant les World Series of Poker 2007, Dwan a déclaré avoir perdu plus de 2 000 000 USD de sa bankroll qui s’élevait à 3 000 000 USD en l'espace de quatre mois pour la récupérer en un an.
En janvier 2009, Tom Dwan cumule une perte de plus de 3 500 000 USD mais parvint à combler ce déficit au bout de six mois, de fin octobre à fin décembre il connaît sa plus grosse perte accumulant un déficit de plus 2 500 000 USD contre des joueurs tels Phil Ivey et Ilari Sahamies et 5 000 000 USD face à Viktor Blom.
En novembre, Viktor Blom utilisant le pseudonyme d'Isildur1, défie Tom Dwan lors d'une série de heads up en no limit Texas holdem. L'intrusion d'Isildur1 en cash game haute limite débute fin octobre où il y perd des sommes importantes dépassant le million de dollars de déficit contre Patrick Antonius, Brian Towsend et d'autre joueurs habitués de ces limites. Début novembre, Isildur1 parvint a récupérer ses pertes contre Tom Dwan lors d'une série de heads up, jouant sur six tables simultanément avec un enjeux de plus d'un million de dollars, Isildur1 en sort gagnant avec un gain de plus de 5 000 000 USD, incitant Tom Dwan à lancer un défi direct à celui-ci du nom de Million Dollar Challenge sur Full Tilt Poker.
Fin 2009, HighStakesDB.com révèle que Tom Dwan a perdu 4 350 000 USD au cours de l'année ; d'après le site, ses gains depuis 2007 atteignent 1 400 000 USD.  HighStakesDB.com indique également qu'après sa défaite contre Isildur1, Tom Dwan a remporté 2 700 000 $ en décembre 2009. Selon ce même site Tom Dwan a comblé son déficit de 2009 durant les premiers mois de 2010 ayant gagné 1 600 000 USD en avril après une session contre Ilan Sahamies avec un bénéfice total depuis ses débuts de plus de 7 000 000 USD, cependant il reperd par la suite 4 000 000 USD pour se retrouver avec un bénéfice de plus 3 000 000 USD.

## Résultats en tournois
Tom Dwan a remporté plus de 3 166 000 USD en tournois live.

### 2007
- Quatrième du Main Event du WPT World Poker Finals (324 244 USD)

### 2008
- Deuxième de l'Event 7 (PLO) des Aussie Millions (90 816 USD)
- Deuxième de l'Event 12 du WPT Borgata Winter Open (226 100 USD)
- Neuvième du Main Event du WPT World Championship (186 670 USD)
- Huitième de l'Event 8 (eight games) des WSOP (54 144 USD)
- Huitième de l'Event 18 (NL 2-7) des WSOP (45 110 USD)

### 2010
- Deuxième de l'Event 11 (NLHE 1 500 USD, 2 563 joueurs entrants) des WSOP (381 885 $)